# Bulletin officiel de l'État indépendant du Congo

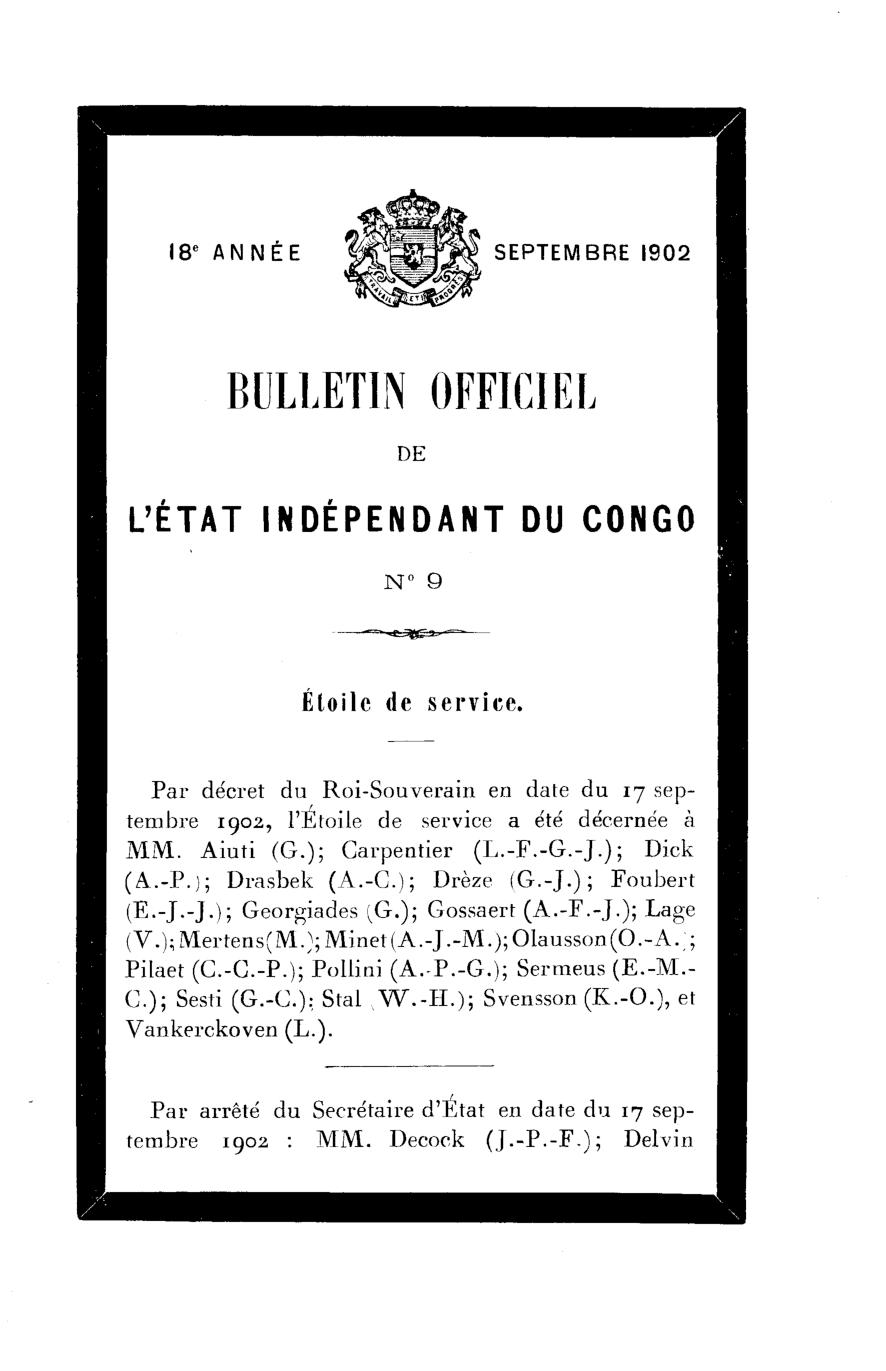
Een eerste bladzijde van het Bulletin officiel de l'État indépendant du Congo met een rouwkader naar aanleiding van het overlijden van koningin Maria Hendrika van België, september 1902.

Het Bulletin officiel de l'État indépendant du Congo was het officiële publicatieblad van de Onafhankelijke Congostaat. Het bevatte de wetgeving in de vorm van decreten, verdragen en reglementen, maar ook benoemingen, toekenningen van eretekens en statistieken.

## Uitgave
Het Bulletin officiel de l'État indépendant du Congo verscheen vanaf de oprichting van de Onafhankelijke Congostaat in 1885 tot de overname van de staat door België in 1908. Het was een maandelijkse uitgave, al verschenen er ook tweemaandelijkse exemplaren.
Na de overname van de Congostaat door België verscheen een nieuw publicatieblad, het tweetalige Ambtelijk blad van Belgisch-Congo (Franse titel: Bulletin officiel du Congo belge).

## Inhoud
De teksten in het Bulletin officiel de l'État indépendant du Congo gaan meestal over het grondbeleid in de Congostaat en het toekennen van concessies. Ook toekenningen van het ereteken van de Dienstster (Étoile de service) komen vaak voor. De statistieken gaan meestal over de import- en exportcijfers van de lokale grondstoffen.

## Taal
Het publicatieblad verscheen enkel in het Frans, niet in het Nederlands. Nochtans was de Onafhankelijke Congostaat met het tweetalige Koninkrijk België verbonden in de vorm van een personele unie, met Leopold II van België als gemeenschappelijk staatshoofd. Overigens verscheen ook het Belgisch Staatsblad in die tijd enkel in het Frans, onder de naam Moniteur belge.

## Omvang
De volgende statistiek toont de omvang van de Bulletin officiel de l'État indépendant du Congo in de vorm van het aantal bladzijden. Met een gemiddelde omvang van ongeveer 350 bladzijden per jaargang, zijn de jaargangen 1906 en 1907 uitschieters. Eventuele bijlagen (de Annexe au Bulletin officiel de l'État indépendant du Congo) zijn niet meegeteld.

## Trivia
Naar aanleiding van het overlijden van prins Boudewijn van België kreeg de eerste bladzijde van de uitgave van januari 1891 een zwart rouwkader. Ook de eerste bladzijde van de uitgave van september 1902 werd omgeven door een rouwkader. Dit gebeurde naar aanleiding van het overlijden van koningin Maria Hendrika, de vrouw van soeverein Leopold II, in diezelfde maand.